# Arnold Rosé
Arnold Josef Rosé (Jassy, 24 de octubre de 1863-Londres, 25 de agosto de 1946) fue un violinista y profesor musical austriaco, una eminencia en su tiempo en este arte, pero que tuvo que abandonar su país por su condición de judío tras la anexión del mismo por la Alemania nazi. Su esposa Justine era hermana de Gustav Mahler y los hijos de ambos fueron pianista, director y compositor (Alfred), y violinista (Alma) (fallecida en el campo de Auschwitz-Birkenau).

## Biografía
Arnold Rosé se formó como violinista en la Gesellschaft der Musikfreunde de Viena entre 1874 y 1877 con Karl Heißler. A partir de 1878 viajó por Alemania para convertirse en concertista, debutando en 1897 en Leipzig y posteriormente tocó en París. 
Entre 1881 y 1938 fue el concertino (solista principal de violín) de la orquesta de la Ópera Estatal de Viena y miembro de la Filarmónica de Viena. Entre 1888 y 1896 también tocó nuerosas ocasiones en la orquesta del Festival de Bayreuther y desde 1903 era miembro de la Hofmusikkapelle de Viena.
Entre los años 1893 y 1901 impartió clases en el prestigioso conservatorio en el que había estudiado (Gesellschaft der Musikfreunde) y entre 1908 y 1929 en la Wiener Musikakademie. 
Con su hermano mayor (Eduard Rosé) fundó el cuarteto Rosé-Quartett, que hizo numerosas giras y llegó a ser uno de los más conocidos de su tiempo. Su repertorio no se limitaba a la música clásica, sino que también  interpretaban obras contemporáneas de autores como Brahms, Korngold, Schmidt, Schönberg y Webern, entre otros. 
Debido a la persecución a los judíos en su propio país, en 1938 tuvo que exiliarse a Londres, donde pudo trabajar en la Academia Austriaca y tocar con su cuarteto.
Su último concierto lo dio en 1945.

## Reconocimientos y dedicatorias (selección)
- Max Reger le dedicó su Suite im alten Stil, op. 93
- Franz-Joseph-Orden
- 1917. Cruz del servicio ccivil de Segunda Clase
- Verleihung des Titels Hofrat
- 1922. Goldenes Verdienstzeichen der Republik Österreich
- 1923. Ciudadanos honorables de Viena, 1923
- 1931. Miembro de honor de la Opera de Viena

Su nombre aparece en la lista reconocimiento de personalidades del cementerio de Grinzing en Viena (Grupo 20, fila 5, número 6), ciudad en la que también tiene una placa recordatoria en el edificio donde vivía, en la calle Pyrkergasse, 23.